# Crateroscelis nigrorufa
Crateroscelis nigrorufa es una especie de ave en familia el Pardalotidae. Se encuentra en Indonesia y Papúa Nueva Guinea. Su hábitat natural son los bosques montanos  húmedos tropicales o subtropicales. No se encuentra amenazado. 